# Schiviti

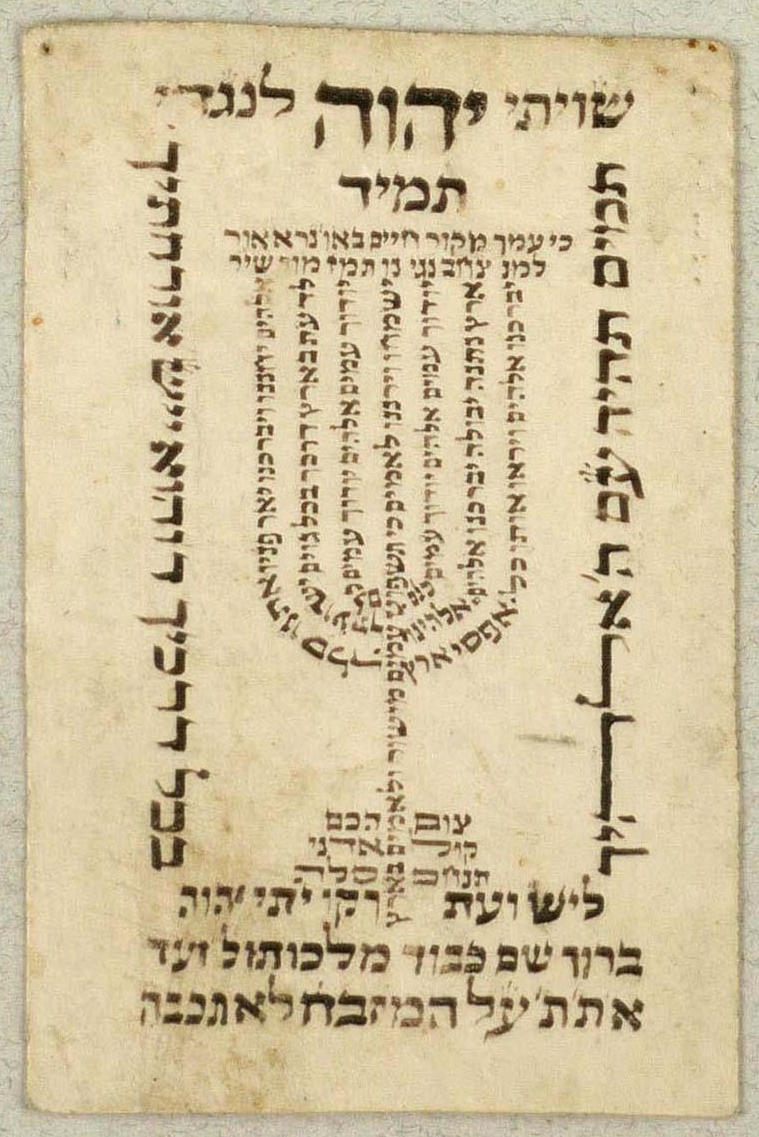
Schiviti, Dänemark, 18./19. Jahrhundert

Schiviti (hebräisch שִׁוִּיתִי shiṿṿiti  „ich habe gesetzt“) ist das Anfangswort des Psalmverses Ps 16,8a  (שִׁוִּ֬יתִי יְהֹוָ֣ה לְנֶגְדִּ֣י תָמִ֑יד) und bezeichnet im Judentum eine Meditationshilfe.

## Inhalt und Geschichte
Ein Schiviti kann zum Beispiel eine Plakette, ein handgeschriebenes Blatt oder eine Illustration in einem Gebetbuch sein und enthält vor allem zwei Elemente:
- den genannten Psalmvers und
- den hebräischen Text von Psalm 67, der als Schriftmalerei in Form einer Menora angeordnet ist.

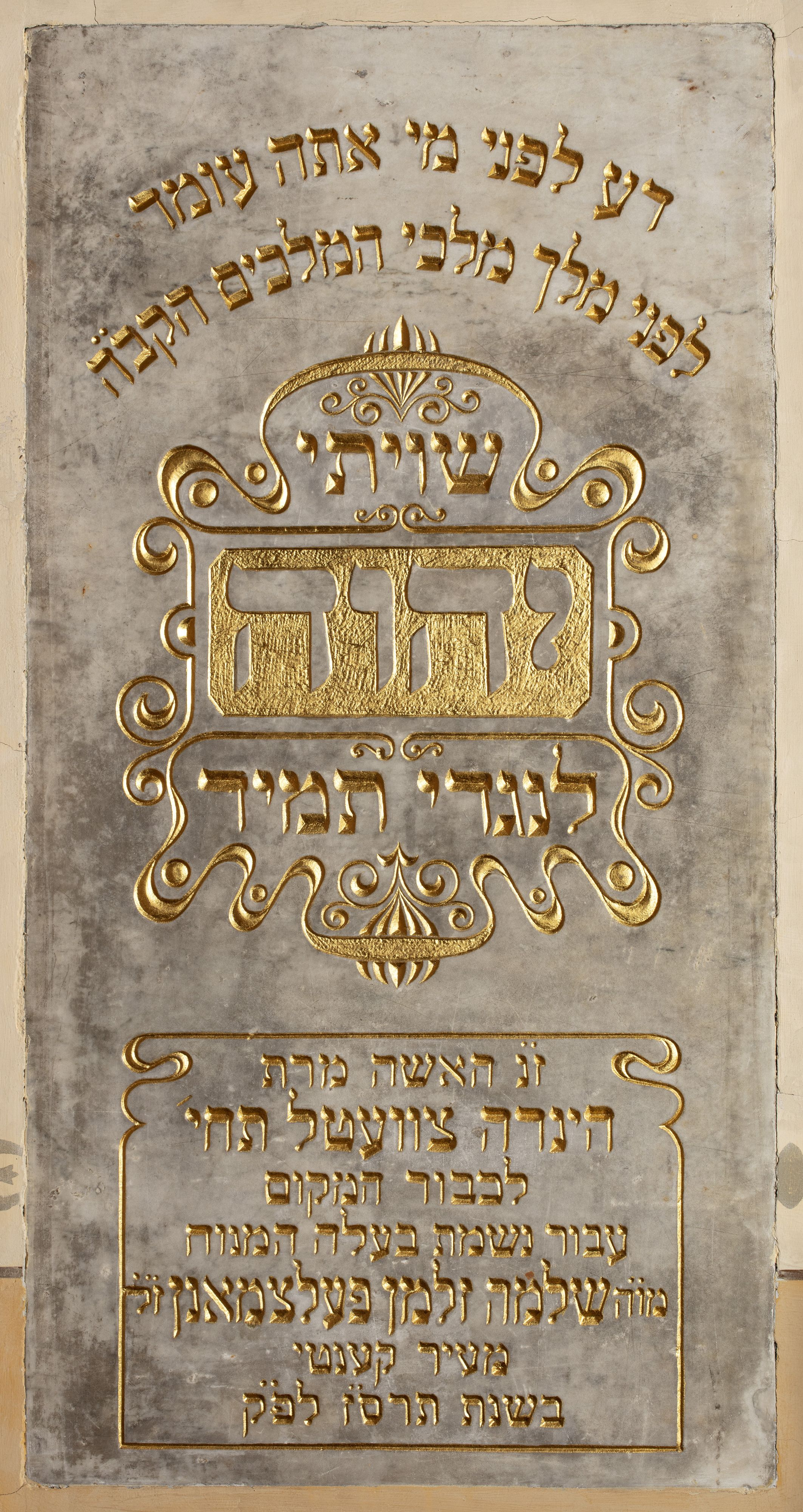
Shiviti-Plakette aus der großen Synagoge in Oświęcim

Psalm 67 hat nämlich (die Überschrift nicht mitgerechnet) sieben Verse, die den sieben Armen des Leuchters entsprechen, woraus sich weitere mystische Beziehungen zu den sieben Planeten oder den sieben Wochentagen ergeben. Dieses Motiv des als Schriftmalerei ausgeführten Psalms 67 ist seit dem 14. Jahrhundert bekannt. Das zweite Motiv, der Psalmvers Ps 16,8, kann so interpretiert werden, dass der Beter die Buchstaben des Gottesnamens (Tetragramm) visualisiert und sich in dieser Weise auf Gott konzentriert. Die Verbindung dieses Verses mit der oben beschriebenen Menora ist seit dem 18. Jahrhundert bekannt, vielleicht älter, und seit dem 19. Jahrhundert ein weit verbreitetes Motiv.